# Odo I. (Blois)
Odo I.  (franz.: Eudes; * um 950; † 12. März 995/996) war ein Graf von Blois, Tours, Chartres, Châteaudun, Beauvais und Dreux, Herr von Chinon und Saumur. Er war ein Sohn des Grafen Theobald des Betrügers († 975) und dessen Ehefrau Ledgard von Vermandois († 978).
Um das Jahr 965 bekam Odo die Burg Coucy als Lehen vom Erzbischof von Reims übertragen. Nach dem Tod seines Onkels mütterlicherseits Heribert dem Alten († 980/984) erbte Odo von diesem die Grafschaft Reims, die Abtei Saint-Médard (Soissons) sowie das Land um Provins und Château-Thierry (Omois), womit das Haus Blois in der Region der Champagne Fuß fasste. Von seinem Lehnsherren, Herzog Hugo Capet, erhielt er noch vor 984 die die Abteien Saint-Martin und Marmoutier übertragen. Letzteren entließ er in den clunizianischen Verband und legte eine Nekropole für seine Familie an.

## Biographie
Odo begann die generationenlange Fehde seines Hauses mit den benachbarten Grafen von Anjou. Streitpunkt war die Vorherrschaft in der Touraine und der Bretagne, wo beide Häuser präsent waren. Odo unterstützte seinen Vasallen Graf Conan den Krummen von Rennes in dessen Bestrebungen Nantes, das von Anjou kontrolliert wurde, zu erobern. Doch in der ersten Schlacht von Conquereuil 981 wurde Conan von Gottfried Graujacke von Anjou geschlagen.
Die Rivalität zu den Anjou spiegelte sich auch in deren unterschiedlichen Parteinahmen im Machtkampf zwischen Karolingern und Robertinern um den Königsthron wider. Während Odo sich von seinem einstigen Lehnsherren Hugo Capet (Robertiner) löste und an die Seite des karolingischen Königs Lothar trat, blieb Gottfried von Anjou ein treuer Anhänger Capets. Gemeinsam mit seinem Vetter Heribert dem Jüngeren nahm Odo am Feldzug des Königs nach Lothringen teil, der mit der Eroberung von Verdun 985 seinen Höhepunkt fand.
Die Erhebung Hugo Capets zum König 987 nutzte Odo aus, um sich von diesem die Burg von Dreux übertragen zu lassen, als Lohn für seine Anerkennung des Herrscherwechsels. Dies führte Odo in eine Feindschaft zu dem Normannenherzog Richard Ohnefurcht, dem Dreux tatsächlich gehörte. Aber auch vom neuen König fiel Odo nach diesem Gewinn wieder ab und verbündete sich stattdessen mit dem karolingischen Prätendenten Karl von Niederlothringen, dem Bruder König Lothars, der Capet den Krieg erklärt und Laon besetzt hatte. Nachdem Karl 991 in die Gefangenschaft Capets gefallen war, begann Odo den König in der Region zwischen Loire und Marne zu bekämpfen. Er bemächtigte sich der Burg von Melun, die er aber an Burchard dem Ehrwürdigen von Vendôme wieder verlor, von dem er in der Nähe von Orsay zusätzlich geschlagen wurde. Nachdem schließlich Graf Fulko Nerra von Anjou die Burgen Odos in der Touraine brandschatzte, war er um 992 gezwungen sich dem König zu unterwerfen.
Doch schon im Jahr 993 verschwor sich Odo mit Bischof Adalbero von Laon, um den König und seinen Mitgekrönten Sohn, Robert II., in Mouzon gefangen zu nehmen und an König Otto III. auszuliefern. Doch das Komplott wurde aufgedeckt und der Bischof verhaftet, gegen Odo ließ der König den Grafen von Anjou marschieren. Der ließ in der Touraine den Donjon von Langeais errichten, einen der ersten Wehrtürme aus Stein. Odo beeilte sich ein Bündnis mit dem Herzog Wilhelm IV. von Aquitanien einzugehen, Ehemann seiner Schwester, und dem Grafen von Flandern sowie sogar dem Herzog der Normandie, um Langeais im Winter 995/996 zu belagern. Als Fulko den König zu Hilfe rief und dieser mit einem Heer vor Ort erschien, musste die Belagerung abgebrochen werden.
Im gleichen Winter erkrankte Odo und starb in der Abtei von Marmoutier, wo er auch bestattet wurde. Er hinterließ seine unmündigen Söhne in einer gefährlichen Situation, die seine Witwe durch eine schnelle Heirat mit König Robert II. begegnete. Da sie aber mit dem jungen König nach kanonischem Recht zu nahe verwandt war, sollte die Ehe auf Druck Papst Gregors V. wieder geschieden werden.

## Ehe und Nachkommen
Odo heiratete um 983/986 Bertha von Burgund († nach 1010), eine Tochter von König Konrad III. dem Freigiebigen und Mathilde von Westfranken. Die Kinder des Paares waren:
- Theobald II. († 11. Juli 1004), Nachfolger als Graf von Blois etc.
- Odo II. († 15. November 1037), folgte seinem Bruder nach
- Roger († 1002), seit 1002 Bischof von Beauvais
- Agnes ⚭ Gottfried II., Vizegraf von Thouars
- Bertha